# Roberto Ríos (basket-ball)
Pour les articles homonymes, voir Roberto Ríos.
Roberto Ríos, né le 14 août 1957, à Santurce, à Porto Rico, est un ancien joueur portoricain de basket-ball. Il évolue durant sa carrière au poste de meneur.